# خاندان بئور
خاندان بئور در رشته‌افسانه‌های تالکین، گروهی از نژاد انسان اند که بر قدیمی‌ترین کاخ‌های ادین فرمانروایی کردند و با الف‌ها در دوره نخست هم پیمانند.

## خاندان بئور

### اربابان کاخ
1. بئور کهنسال، در اصل با نام بالان که خاندانش را به بلریاند هدایت کرد اما پس از مدتی خود به نارگوتروند رفت و فرمانروایی را به پسرش سپرد.
2. باران (۲۸۹ تا ۳۸۰) فرزند بزرگتر بئور. او مدتی در استولند زندگی کرد اما پس از مدتی به دورتونیون رفت. به او بئور جوان نیز می‌گفتند.
3. بورون (۳۱۵ تا ۴۰۸)، فرزند بزرگتر باران است.
4. بارومیر (۳۳۸ تا ۴۰۸) فرزند بزرگتر بورون، او توانست زمین‌های لادروس در دورتونیون را از آن خود کند و خاندانش را در آنجا ساکن کند. نام بارومیر از گاندور از روی نام او انتخاب شده است.
5. برگور (۳۵۹ تا ۴۴۸) فرزند بارومیر.
6. برگولاس (۳۹۳ تا ۴۵۵) پسر بزرگ برگور که در نبرد براگولاچ کشته شد.
7. باراهیر (۴۰۰ تا ۴۶۰) پسر کوچکتر برگور. او پس از نبرد براگولاچ برای مدتی با نیروهای مورگوت جنگید. او و همراهانش همگی کشته شدند.

### دیگر خویشان
- بِلِن: پسر جوانتر بئور (زادهٔ ۲۹۲)است. پسر بلن، بِلدیر و نوه اش بِلِمیر (زادهٔ ۳۳۹) است. بلمیر با آدانِل ازدواج کرد.